# 智者雅羅斯拉夫王子勛章
智者雅羅斯拉夫王子勛章（羅馬化：Orden kniazia Yaroslava Mudroho）是烏克蘭的一项奖项。该奖章颁发给在國家建设、加强烏克蘭的国际声誉、发展经济、科学、教育、文化、艺术和医疗保健领域对烏克蘭國家和人民做出杰出贡献的人，以及在慈善、人文和公共活动方面做出杰出贡献的人。该勋章由烏克蘭總統列昂尼德·庫奇馬于1995年8月23日首度颁发。